# Пемба југ
Јужна Пемба је један од 26 административних региона у Танзанији. Главни град региона је Мкоани. Регион обухвата јужни део острва Пемба које се налази у Индијском океану 50 км источно од обале Танзаније наспрам региона Танга. Површина региона је 332 km².
Према попису из 2002. године у региону Пемба југ је живело 176 153 становника.

## Дистрикти
Регион Јужна Пемба је административно подељен на 2 дистрикта: Чакечаке и Мкоани.